# Enneanectes reticulatus
Enneanectes reticulatus és una espècie de peix de la família dels tripterígids i de l'ordre dels perciformes.

## Morfologia
- Els mascles poden assolir 4,5 cm de longitud total.[1][2]

## Alimentació
Menja petits invertebrats i algues.

## Hàbitat
És un peix marí, de clima tropical i demersal que viu entre 0-5 m de fondària.

## Distribució geogràfica
Es troba al Golf de Califòrnia.

## Observacions
És inofensiu per als humans.